# Gerónimo Poblete
Gerónimo Gastón Poblete, né le 2 janvier 1993 à Tupungato, est un footballeur argentin formé au CA Colón de Santa Fe, où il commence sa carrière professionnelle en 2011, et évoluant au poste de milieu défensif. Ses qualités principales sont la récupération et la relance, Wolfgang Meier, un agent allemand, le qualifie même de «combattant farouche, vrai destructeur».
Son frère, Walter Poblete, est également footballeur, il joue au poste de défenseur au CA Mendoza.

## Carrière

### CA Colón
Il arrive au CA Colón en 2008, grâce à l'homme d'affaires Fernando Ortiz, commençant à jouer dans les équipes de jeunes, puis en réserve, avec laquelle il gagne le championnat en 2013. 
Le 16 février 2014, Mario Sciaqua, l'entraîneur de Colón, lui donne sa chance : il remplace Gabriel Graciani lors d'une rencontre contre Argentinos Juniors. La fin de la saison sera difficile, car les dix matchs suivants, où il joua, furent soldés par huit défaites, et deux matchs nuls : le club descendra en Primera B.
La saison suivante, en septembre 2014, contre Argentinos Juniors, le club contre qui il joua son premier match, il marque son premier but sous les couleurs de Colón. Son club finit champion et retrouve la Primera División.
Gerónimo Poblete devient même le capitaine de son club formateur, avec lequel il joua pas moins de 103 matchs, pour deux buts.

### FC Metz
Le 4 juillet 2017, libre de tout contrat avec son ancien club, il signe un contrat de 4 ans en faveur du FC Metz, pour sa première expérience en Europe.

## Statistiques en club
Les statistiques de Gerónimo Poblete en club.
| Club                       | Saison         | Championnat | Championnat | Championnat | Coupe nationale | Coupe nationale | Coupe nationale | Coupe continentale | Coupe continentale | Coupe continentale | Total | Total | Total |
| Club                       | Saison         | M           | B           | P           | M               | B               | P               | M                  | B                  | P                  | M     | B     | P     |
| -------------------------- | -------------- | ----------- | ----------- | ----------- | --------------- | --------------- | --------------- | ------------------ | ------------------ | ------------------ | ----- | ----- | ----- |
| CA Colón                   |                |             |             |             |                 |                 |                 |                    |                    |                    |       |       |       |
| Primera División 2013      | 11             | 0           | 0           | 2           | 0               | 0               | —               | —                  | —                  | 13                 | 0     | 0     |       |
| Primera B 2014             | 20             | 1           | 0           | 0           | 0               | 0               | —               | —                  | —                  | 20                 | 1     | 0     |       |
| Primera División 2015      | 25             | 0           | 0           | 1           | 0               | 0               | —               | —                  | —                  | 26                 | 0     | 0     |       |
| Primera División 2016      | 14             | 1           | 0           | 1           | 0               | 0               | —               | —                  | —                  | 15                 | 1     | 0     |       |
| Primera División 2016-2017 | 29             | 0           | 0           | 1           | 1               | 0               | —               | —                  | —                  | 30                 | 1     | 0     |       |
| Total                      | 99             | 2           | 0           | 5           | 1               | 0               | —               | —                  | —                  | 104                | 3     | 0     |       |
| FC Metz                    |                |             |             |             |                 |                 |                 |                    |                    |                    |       |       |       |
| Ligue 1 2017-2018          | 28             | 0           | 0           | 0           | 0               | 0               | —               | —                  | —                  | 0                  | 0     |       |       |
| Ligue 2 2018-2019          | 1              | 0           | 0           | 0           | 0               | 0               | -               | -                  | -                  | 0                  | 0     |       |       |
| Total                      | 0              | 0           | 0           | 0           | 0               | 0               | —               | —                  | —                  | 0                  | 0     | 0     |       |
| Total carrière             | Total carrière | 99          | 2           | 0           | 5               | 1               | 0               | 0                  | 0                  | 0                  | 104   | 3     | 0     |

## Palmarès

### CA Colón
- Champion de Primera B en 2014
- Vainqueur du Tournoi des Réserves en 2013